# Вест-Мас-ен-Вал
Вест-Мас-ен-Вал (нід. West Maas en Waal, нід. вимова: [ʋɛst ˈmaːs ɛn ˈʋaːl] ( прослухати)) — муніципалітет у Нідерландах, у провінції Гелдерланд. Займає західну частину острову утвореного течіями річок Маас та Ваал.

## Населені пункти муніципалітету
Міста
- Бенеден-Леувен
- Масбоммел

Села
- Алтфорст
- Алфен-ан-де-Мас
- Аппелтерн
- Бовен-Леувен
- Дремел
- Вамел

Селища
- Мордгейзен

## Топографія
Нідерландська топографічна карта муніципалітету Вест-Мас-ен-Вал, 2013.

## Галерея

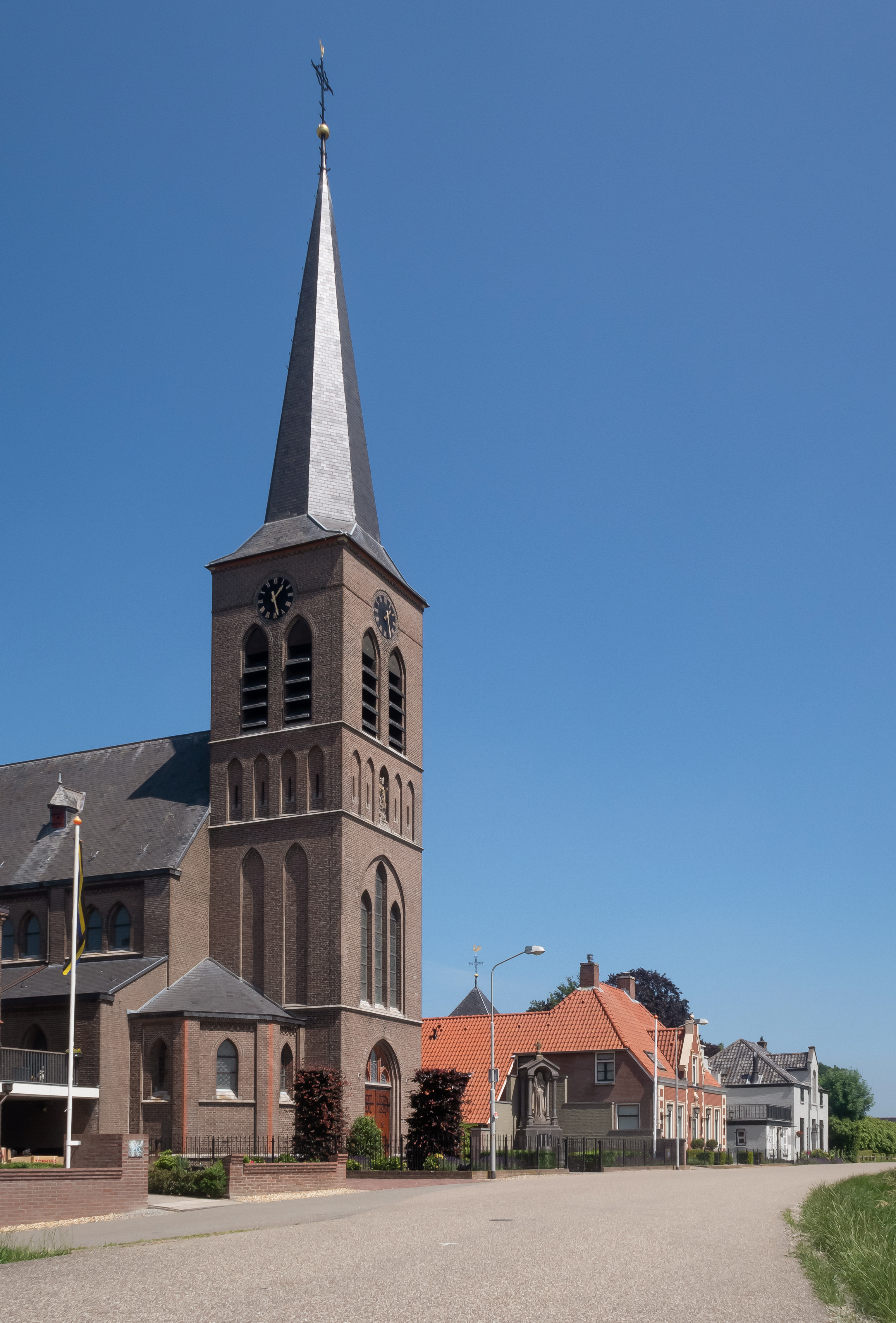
Церква в Аппелтерні
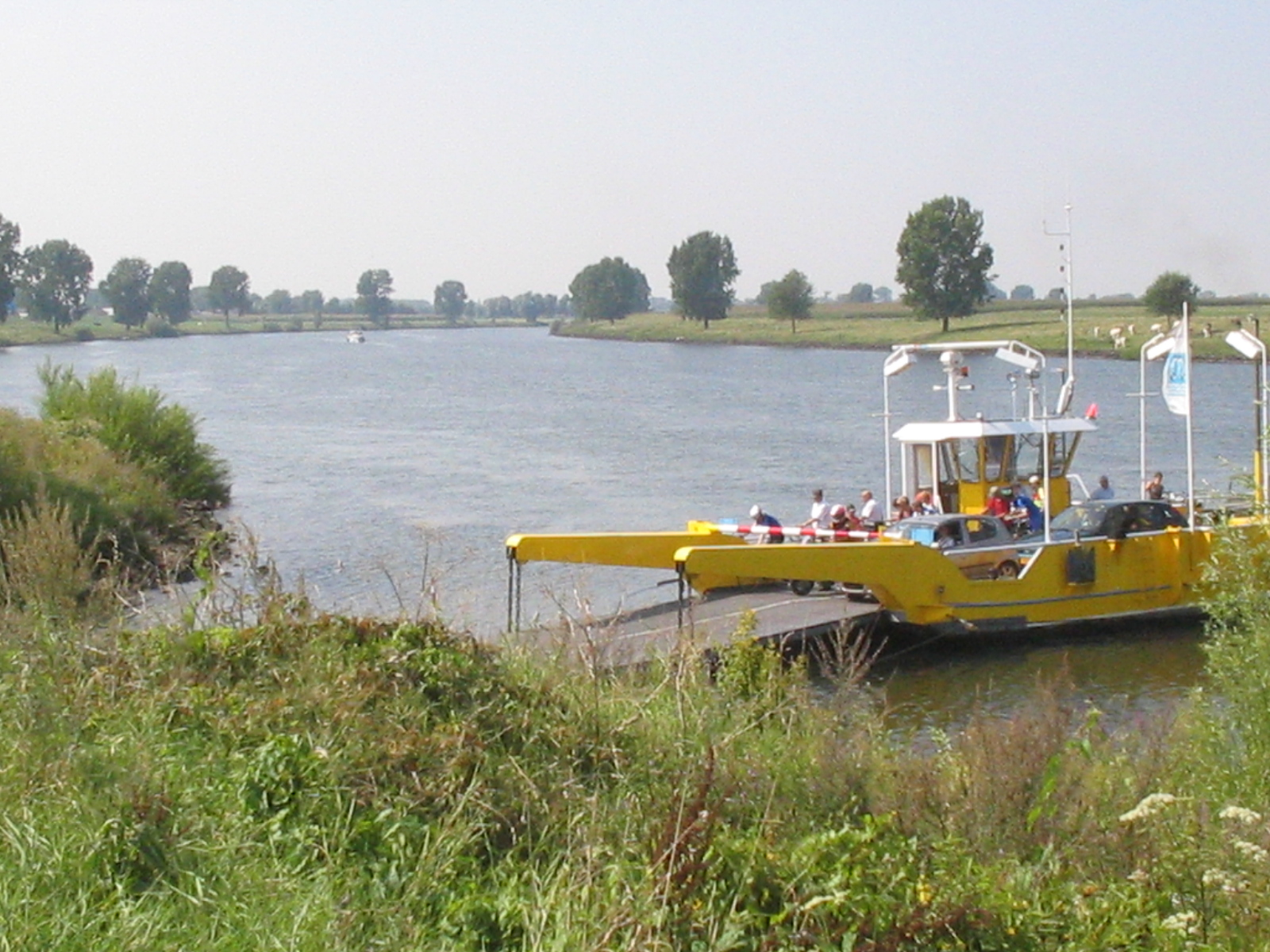
Паром
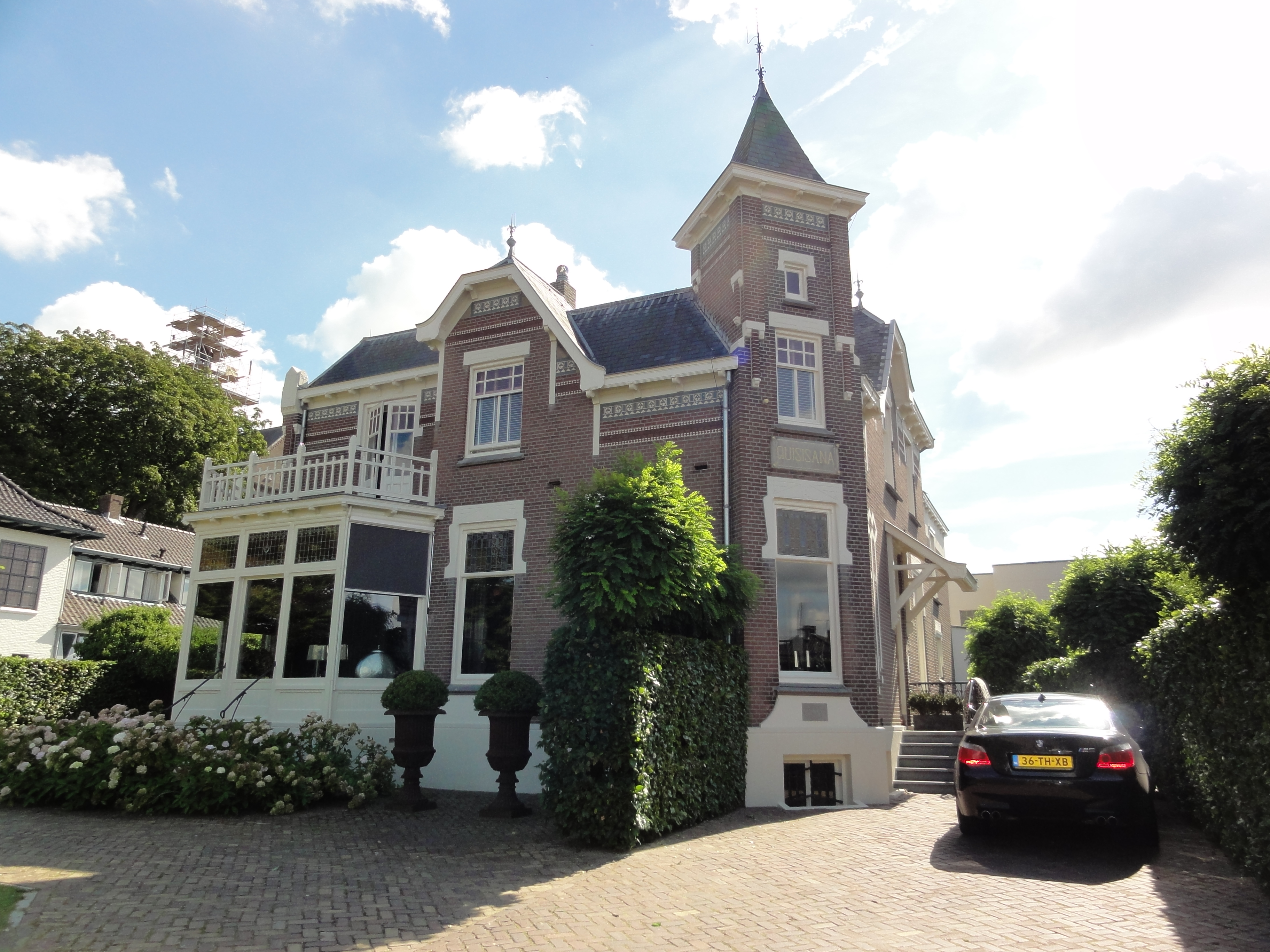
Бенеден-Леувен
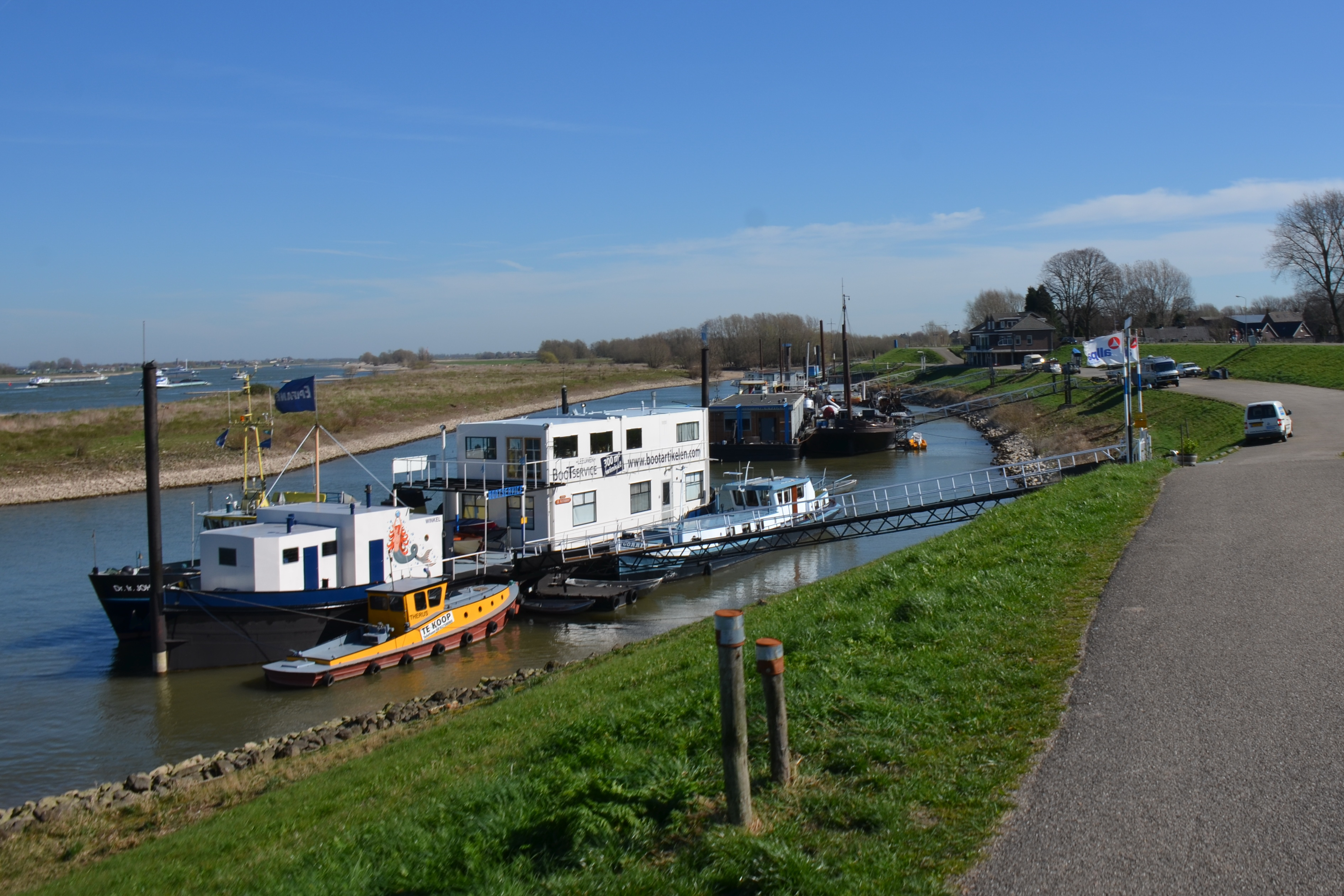
Промисловий причал
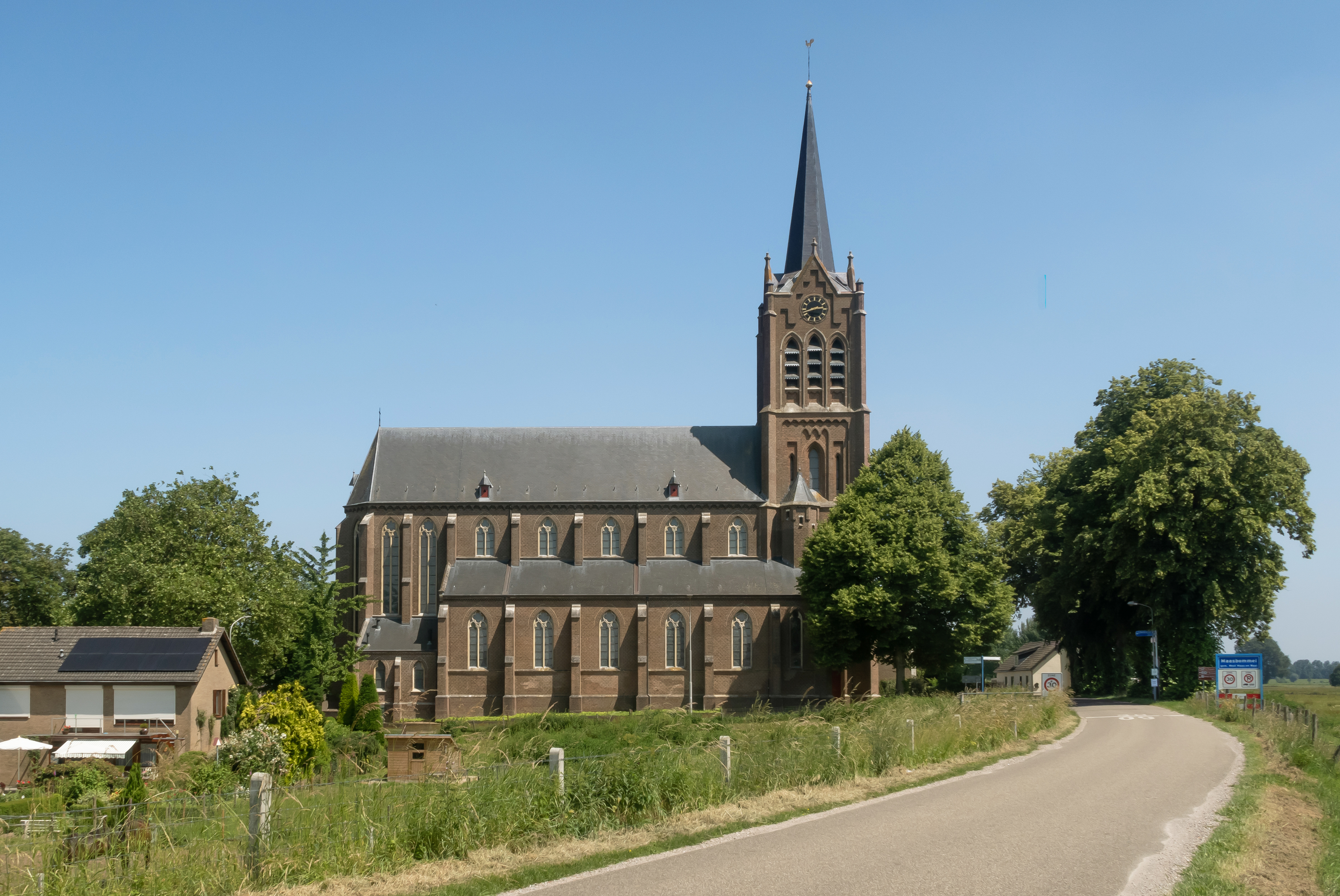
Церква в Масбоммелі
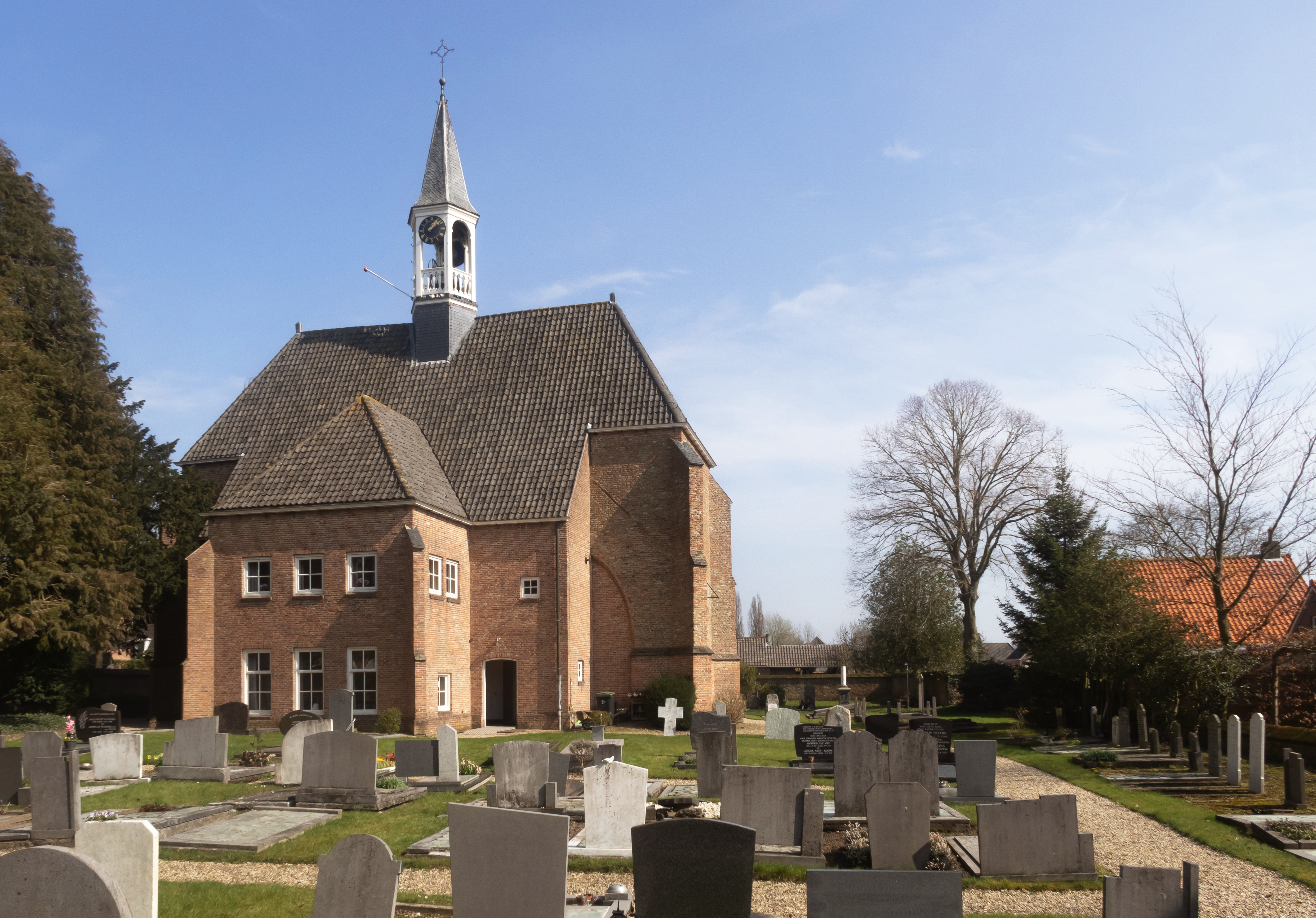
Реформистська церква у Вамелі